# عمود فقري
العمود الفِقْرِي أو العمود الفَقْرِي أو السِّيسَاء أو الفَقَار للكائنات الحية الفقارية مكون من سلسلة فِقْرَات مفرغة لحفظ النخاع الشوكي الذي يمتد فيها ويبلغ عدد الفِقْرَات عند الإنسان 33 فقرة. يدعى الفراغ الذي يسكنه النخاع الشوكي بالنفق الفقري.

## الإنسان
يتكون العمود الفقري من سلسلة من العظام غير المنتظمة تسمى بالفقرات وتختلف هذه الفقرات عن بعضها البعض حسب مناطق تواجدها في العمود الفقري
وهي ليست متشابهة وتسمى حسب مناطقها. يكون للعمود الفقري عند الولادة تحدبان للخلف في المنطقة الصدرية والمنطقة العجزية العصعصية (منطقة الحوض) وهذان يسميان بالانحناء الابتدائي وبعد ما يبدأ الطفل برفع رأسه يبدأ تحدب المنطقة العنقية للأمام ثم عندما يبدأ بالجلوس والوقوف يبدأ التحدب القطني بالظهور للأمام ويسميان بالتحدبين الثانويين وهذان يظهران لتوازن الانحناءات الابتدائية وتصبح هذه الانحناءات أكثر وضوحاً عندما يبدأ الطفل في الوقوف.
وتتكامل التحدبات ما بين الشهر الثاني عشر والشهر الثامن عشر بعد بعضها إلى بعض بأربطة قوية ومرنة بدرجة كافية تعطيه الصلابة وتسمح له بالحركات الاعتيادية ولتنقل وتوزع ثقل الجسم إلى الأطراف السفلى عن طريق الحوض كما أنه يتسم بالصلابة ويعمل كدرع واقي للحبل الشوكي ولجذور الأعصاب التي تخرج من الحبل الشوكي كما يعطي الجسم شكله الطبيعي وهو انتصاب القامة.
إن التحرك بين كل فقرتين هو قليل ولكن مجموع هذه التحرك ينتج عنه تغير لدرجة في المحور الطولي للعمود الفقري لذا ينحني العمود للأمام وللخلف في مختلف أقسام العمود الفقري بنفس الدرجة، فالثني للأمام والبسط للخلف يكون مداهما واسعاً في المنطقة العنقية ويتوضحان بحركة الرأس، بينما أدنى درجة للثني والبسط تحدث مابين الفقرات الصدرية كي تساعد على الحركات التنفسية لذا فإن انحناء العمود الفقري للأمام أو للخلف يكون مداه ضيقاً في المنطقة الصدرية وواسعاً في مداه في المنطقة العنقية والقطنية.
تتشابه الفقرات المتجاورة في مظهرها العام ولكنها تختلف من حيث الحجم فأحجامها غير متساوية فمثلاً تختلف الفقرات العنقية عن القطنية اختلافاً كبيراً في الحجم والشكل وبسبب زيادة الثقل الذي تتحمله الفقرات لذا يزداد حجمها وقوتها من الأعلى للأسفل.وتبدأ هذه الزيادة من الفقرة العنقية الثانية (المحور) حتى الفقرة الصدرية الأولى حيث يصغر جسم الفقرات الصدرية الثانية والثالثة والرابعة وأحياناً إلى السادسة ثم تبدأ في الزيادة التدريجية ثانية حتى يبلغ أقصاها عند الفقرة القطنية الخامسة بعدها تبدأ بالنقصان من الزاوية القطنية العجزية حتى نهاية العصعص. من هذا يتضح أن الفقرات القطنية السفلى وخاصة الخامسة هي أكبر وأقوى فقرات العمود الفقري.
ويتميز العمود الفقري من الخلف بوجود سلسلة من النتوءات الشوكية على طول الخط المنصف الوسطي من الفقرة العنقية الثانية وحتى الفقرة العجزية الرابعة. أن هذه النتوءات الشوكية تكون منشطرة إلى شطرين باستثناء النتوء الشوكي للفقرة العنقية السابعة والقطنية واتجاه هذه النتوءات يكون مائلاً للأسفل في جميع الفقرات العنقية ماعدا الفقرة العنقية السابعة والصدرية (ماعدا الصدرية الأولى والحادية عشر والثانية عشر) أو تكون موازية لسطح الأرض كما في الفقرات القطنية والعجزية (والعنقية السابعة والصدرية الأولى والحادية عشر والثانية عشر) وتتقارب هذه النتوءات من بعضها في المنطقة الصدرية وخاصة في القسم الوسطي للصدر وتتباعد في المناطق الأخرى.
إن نهاية النتوءات الشوكية عند عدم انشطارها تكون مدورة كما هي الحالة في المنطقة العنقية والفقرات الصدرية ماعدا الصدرية الحادية عشر والثانية عشر وجميع الفقرات القطنية والعجزية فهي رباعية الشكل.يوجد على جانبي النتوء الشوكي من كل جهة عند السطح الخلفي للصفيحة أخدود يسمى بالأخدود الفقري تستقر فيه عضلات الظهر العميقة الناصبة للفقار تشترك الفقرات بالصفات التشريحية التالية لذا يدعى الوصف التالي بوصف الفقرة النموذجية وتتكون من السويقة، الصفيحة، النتوء الشوكي، النتوء المستعرض، الوجيه المفصلية، الفتحة بين الفقرية.
إن الحبل الشوكي ينتهي عند الحافة السفلى للفقرة القطنية الأولى لذا فإن القسم الباقي من القناة الفقرية وأسفل الفقرة القطنية الأولى والمتكون من الفقرات القطنية الثانية والثالثة والرابعة والخامسة وعظم العجز تشغل بالأعصاب الشوكية النازلة بصورة مائلة لتخرج من فتحاتها بين الفقرية.
بالإضافة إلى الحبل الشوكي تحوي القناة الفقرية سحايا الحبل التي تحيط بالحبل الشوكي وتستمر السحايا أسفل منطقة انتهاء الحبل الشوكي.
إن للحبل الشوكي وقاية ومحافظة بوجوده داخل القناة الفقرية لذا لا يلتوي ولا ينحصر ولا يتخصر في كل حركات العمود الفقري حيث تحافظ عليه السحايا ثم الأربطة التي تربط جوانب القناة الفقرية وكذلك السائل المخي الشوكي الذي يحيط بالحبل الشوكي ويمتص الهزات والرجات والصدمات لأن السائل يتحول إلى المنطقة التي قد يتأثر بها الحبل الشوكي من جراء حركات العمود الفقري لأنه محصور بمتانة ما بين الأم الحنون والأم العنكبوتية.
إن مكونات الفقرة النموذجية تختلف من حيث الشكل والحجم في مناطق العمود الفقري العنقية والصدرية والقطنية وهذا الاختلاف يؤثر على الارتباط والحركات في كل من هذه المناطق الثلاثة للعمود الفقري فمثلاً أن الدوران غير ممكن في المنطقة القطنية لأن الوجيه المفصلي للفقرات القطنية يمثل جزءاً من سطح اسطوانة ومتجه للداخل والخارج بدلاً من اتجاهه للأمام وللخلف كما في الفقرات العنقية.

## الفقرات

التركيب التشريحي للفقرات.

الفِقْرَات 33 فقرة مرتبة من الأعلى إلى الأسفل:
- الفقار الرقبية (بالإنجليزية: Cervical vertebrae) - 7 فقرات (C1-C7)
  - C1 تسمى «الأطلس» أو «الفهقة» وهي الفقرة التي تثبت الجمجمة، C2 تسمى «المحور»
  - فقار ذات أحجام صغيرة
- الفقار الصدرية (بالإنجليزية: Thoracic vertebrae) - 12 فقرة (T1-T12)
  - تتحد مع الأضلاع التي تمتد للأمام، الأضلاع تكون القفص الصدري
  - الفقرات ذات أحجام متوسطة
- الفقرات القَطَنِية (بالإنجليزية: Lumbar vertebrae) - 5 فقرات (L1-L5)
  - الفقرات ذات أحجام كبيرة
- عجزية (بالإنجليزية: Sacrum) - 5 فقرات (S1-S5) ملتصقة ببعضها لتكون العجز (ملتحمة مكونة عظماً واحداً)
- الفقرات العصعصية (بالإنجليزية: Coccyx) - 4 فقرات (أحيانا 3 أو 5) ملتصقة ببعضها لتكون العصعص

لذا فإن العمود الفقري يتكون من 26 عظماً بضمنها عظما العجز والعصعص وطوله 70 سم ويكون أطول عند الرجال منه عند النساء. وهو عمود غير مستقيم بل به انحناءات في مناطقة المختلفة مع تطابق خط الجاذبية مع خط العمود الفقري.

موضع العصعص موضح باللون الأحمر
العجز مبين باللون الأحمر.
موضع الفقرات القطنية موضح باللون الأحمر.
موضع الفقرات الصدرية (موضح باللون الأحمر).
موضع الفقرات العنقية موضح باللون الأحمر.

## الانحناءات
عندما يشاهد العمود الفقري من الجانب (كما بالصورة) فإننا نرى 4 انحناءات مختلفة:
- الانحناء العنقي: انحناء محدب، تحدبها للأمام وهو قليل ويبدأ من الفقرة العنقية الأولى وينتهي في منتصف الفقرة الصدرية الثانية.
- الانحناء الصدري: انحناء مقعر، تحدبها للخلف يبدأ من نهاية التحدب العنقي وينتهي بالفقرة الظهرية الثانية عشر.
- الانحناء القطني: انحناء محدب، تحدبها للأمام وهي أكثر وضوحاً عند النساء يبدأ من الفقرة الظهرية الثانية عشر وتنتهي بالفقرة القطنية الخامسة عند الزاوية القطنية العجزية.
- الانحناء الحوضي أو العجزي العصعصي: انحناء مقعر، تحدبها للخلف يبدأ من الزاوية القطنية العجزية وينتهي في نهاية العصعص المدببة.

وقد تطرأ على العمود الفقري انحناءات مرضية تسبب انحناء العمود الفقري إلى اليمين أو اليسار وتسمى هذه الصورة المرضية للانحناء بمرض الجنف أو انحناء العمود الفقري أو حداب.
أما تسمية الانحناءات بالمقعرة والمحدبة حسب ما ترى من الأمام لو تسنى لنا النظر إليها من هذا الاتجاه لكن إذا أردنا وصفها كما تبدو للعيان أي عند النظر من الجهة الظهرية الخلفية فستنعكس التسميات والمحدب يصبح مقعر والعكس صحيح لكن هذا الأسلوب في التسمية غير متبع في التسميات العلمية.

## الأربطة
هنالك أربطة مختلفة تدخل في تماسك الفقرات في العمود وفي حركة العمود. تمتد الأربطة الطولية الأمامية والخلفية بطول العمود الفقري على طول الجزء الأمامي والخلفي من أجسام الفقرات. تربط أربطة بين السناسن النواتئ الشوكية المجاورة للفقرات. يمتد الرباط فوق الشوكة بطول العمود الفقري بامتداد الجزء الخلفي من النواتئ الشوكية، من العجز إلى الفقرة العنقية السابعة. من هناك يستمر كالرباط القفوي.

### النمو
يتكون النمط المجزأ المذهل للعمود الفقري أثناء تطور الجنين عندما تُضاف الجسيدات بشكل متوازن إلى الجزء الخلفي من الجنين. يبدأ تكوين الجسيدات في الأسبوع الثالث تقريبًا عندما يبدأ الجنين في تكوين المُعَيدَة ويستمر حتى تشكيل نحو 52 جسيدة. الجسيدات عبارة عن كريات، تتكون من الأديم المتوسط المجاور الذي يقع على جانبي الأنبوب العصبي، وتحتوي على سلائف عظام العمود الفقري، والأضلاع، والفقرات، وبعض عظام الجمجمة، وكذلك العضلات، والأربطة، والجلد. يُتحكم في تكوين الجسيدات والتوزيع اللاحق لها بواسطة نموذج ساعة وصدر موجة يعمل في خلايا الأديم المتوسط المجاور. بعد فترة وجيزة من تكوينها، تهاجر خلايا البضعة العظمية، التي تؤدي إلى ظهور بعض عظام الجمجمة، والفقرات، والأضلاع، تاركة ما تبقى من الجسيدة، والذي يطلق عليه الآن بضعة عضلية قسيمية. تنقسم تلك بعد ذلك لإعطاء بضعة عضلية تشكل العضلات، وقسيمة تشكل جلد الظهر. تنقسم خلايا البضعة العظمية إلى حجرتين أمامية وخلفية. يلعب هذا التقسيم الفرعي دورًا رئيسيًا في التنميط النهائي للفقرات التي تتشكل عندما يندمج الجزء الخلفي من أحد الجسيدات مع الجزء الأمامي من الجسيدة المتتالية أثناء عملية تسمى إعادة التجزئة. ينتج عن اضطراب عملية تكوين الجسيدة في البشر أمراض مثل الجنف الخلقي. حتى الآن، ثبت أن المتجانسات البشرية لثلاثة جينات مرتبطة بساعة تجزئة الفأر (إم إي إس بي2، ودي إل إل3، وإل إف إن جي) قد تحورت في حالات الجنف الخلقي، مما يشير إلى أن الآليات المتضمنة في تجزئة الفقرات محفوظة عبر الفقاريات. في البشر، تندمج الجسيدات الأربعة الأولى في قاعدة العظم القذالي في الجمجمة، وبعد ذلك تشكل الجسيدات الـ33 التالية الفقرات، والأضلاع، والعضلات، والأربطة، والجلد. تنحل الجسيدات الخلفية المتبقية. خلال الأسبوع الرابع من تطور الجنين، تحول خلايا البضعة العظمية موضعها لتحيط بالحبل الشوكي والحبل الظهري. يحتوي هذا العمود من الأنسجة على مظهر مجزأ، مع مناطق متناوبة بين مناطق كثيفة وأقل كثافة.
مع تطور خلايا البضعة العظمية، تتكثف أكثر في نهاية المطاف وتتحول إلى الجسم الفقري. ينتظم تطوير الأشكال المناسبة من أجسام الفقرات بواسطة جينات النحت.
تتطور الأنسجة الأقل كثافة التي تفصل بين قطع البضعة العظمية إلى الأقراص البينفقرِية.
يختفي الحبل الظهري في أجزاء البضعة العظمية (الجسم الفقري) ولكنه يستمر في منطقة الأقراص البينفقرية كالنوى اللبية. تشكل النوى اللبية وألياف الحلقة الليفية القرص البينفقري.
تتشكل الانحناءات الأولية (الانحناءات الصدرية والعجزيّة) أثناء نمو الجنين. تتطور الانحناءات الثانوية بعد الولادة. يتشكل الانحناء العنقي نتيجة لرفع الرأس ويتشكل الانحناء القطني نتيجة للمشي.

## الوظيفة

### النخاع الشوكي

صورة مقطعية تظهر توضع النخاع الشوكي ضمن العمود الفقري.

يحيط العمود الفقري بالنخاع الشوكي الذي ينتقل داخل القناة الشوكية، والتي تتكون بدورها من ثقب مركزي داخل كل فقرة. الحبل الشوكي هو جزء من الجهاز العصبي المركزي المسؤول عن إمداد الأعصاب واستقبال المعلومات من الجهاز العصبي المحيطي داخل الجسم. يتكون الحبل الشوكي من مادة رمادية ومادة بيضاء وتجويف مركزي، وهو القناة المركزية. تنبثق الأعصاب الشوكية بجوار كل فقرة. توفر الأعصاب الشوكية إمدادات عصبية ودية للجسم، مع انبثاق الأعصاب التي تشكل الجذع الودي والأعصاب الحشوية.
تتبع القناة الشوكية المنحنيات المختلفة للعمود الفقري، فهي كبيرة ومثلثة في أجزاء العمود التي تتمتع بأكبر قدر من حرية الحركة، مثل المنطقة العنقية والمنطقة القطنية، وهي صغيرة ومستديرة في المنطقة الصدرية.
ينتهي النخاع الشوكي في المخروط النخاعي وذنب الفرس.

## باقي الكائنات الحية
العمود الفقري في رباعيات القدم:
- التخصص في المناطق: أن الفقرة الأولى تتمفصل حركيا في الجمجمة مثل:
- فقرات الرقبة ووجدت الفقرات الصدرية التي تتصل بها الضلوع التي تكون قفصا صدريا لحماية القلب والرئتين وتشارك في التنفس الإخراجي
- الفقرات القطنية
- الفقرات العجزية

نجد أن الثعابين لديها أكثر من عمود فقري عددا في الفقرات وقد تصل إلى 400 فقرة.
الفقرات العنقية، اتصال الجمجمة بالعمود الفقري:
- البرمائيات: توجد فقرة واحدة عنقية ليس لها بروزات عرضية ولكنها تحمل في الامام سطحين مقعرين يسمح هذا التمفصل بحركة ظهرية بطنية محدودة للجمجمة
- الرهاليات: منطقة الرقية طويلة يوجد بها العديد من الفقرات العنقية
- الطيور والسلاحف: لديها مرونة الحركة وذلك لان الفقرات تتمفصل على أسطح خلفية لأجسام الفقرات تشبه سرج الفرس.
- الثدييات: يوجد بها 7 فقرات عنقية سواء طالت الرقبة كما في الزرافة أو قصرت كما في الفئران.

العجز وحفظ توازن الطرف الأمامي: الفقرات العجزية لها بروزات جانبية قصيرة وعريضة وهي قوية حتى تتحمل ضغوط الحزام الحوضي عندما يندفع الطرف الخلفي فوق الأرض.
- البرمائيات: عجزية واحدة
- الزواحف والطيور: عجزيتان اثنتان
- الثديات: 3-5 فقرات عجزية تتحد في عظمة واحدة تسمى العجز

الفِقْرَات الذيلية:
- الضفادع والعلاجيم: عظمة ذيل واحدة (قلم الذيل) في آخر العمود الفقري
- الزواحف: يوجد العديد من الفقرات الذيلية
- السحالي: تترك ذيلها عند الإمساك به ثم تتم تجديد الجزء المفقود
- الطيور: يوجد ذيل ولكنه غير بارز – توجد 15 فقرة في ذيل الحمام
- الثديات: يتنوع عدد الفقرات الذيلية من 3-50
- جميع رباعيات القدم: الفقرات عبارة عن اجسام اسطوانية صغيرة
- الإنسان:4-5 فقرات ضامرة تقارن بقلم الذيل في الطيور تلتحم مع بعضها مكونة العصعص